# Mokhtar Samba

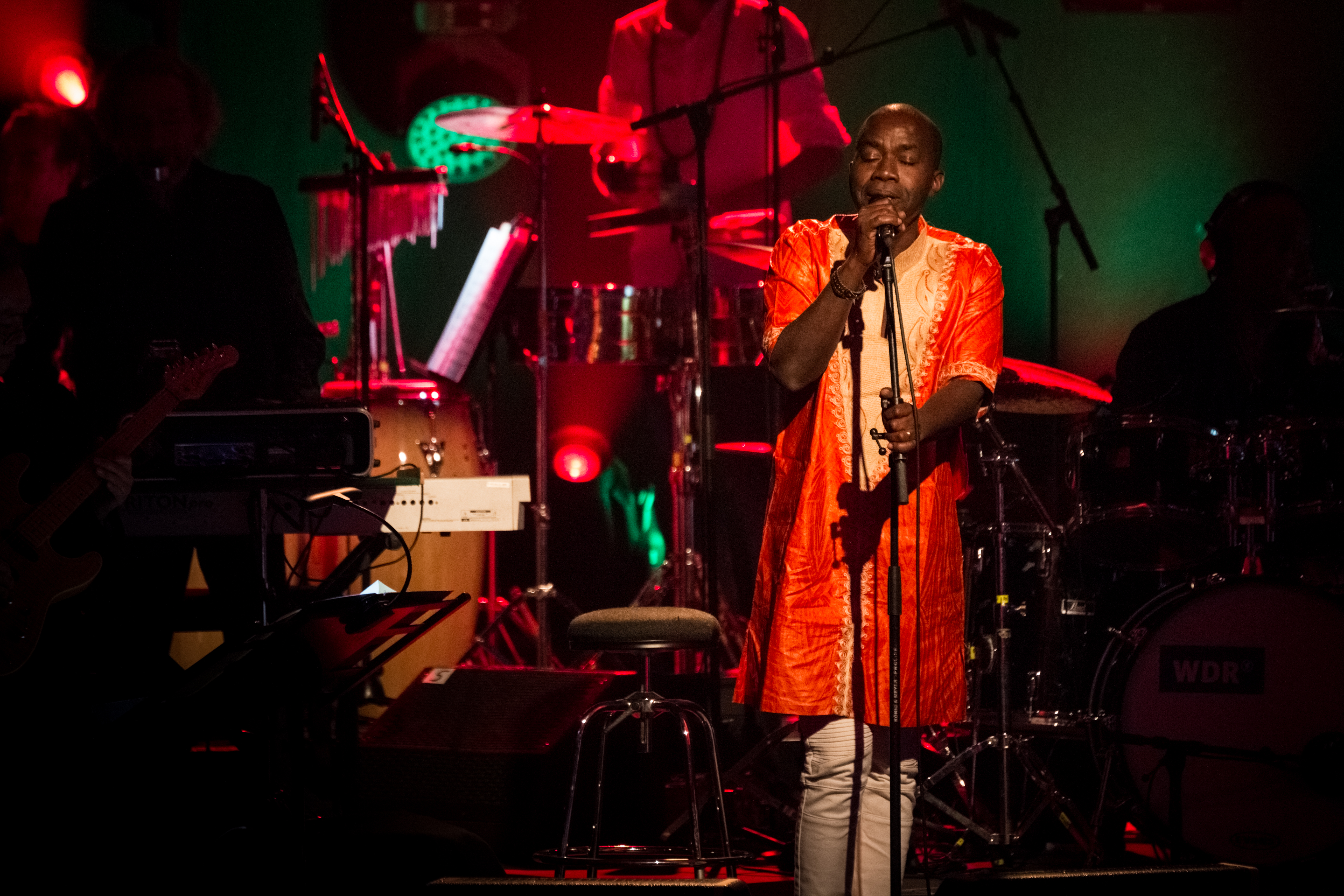
Mokhtar Samba (Leverkusener Jazztage 2016)

Mokhtar Samba (* 3. Mai 1960 in Sidi Kacem) ist ein französischer Jazzmusiker (Schlagzeug, auch Gesang, Komposition) marokkanischen Ursprungs.

## Leben und Wirken
Samba wuchs in einer bescheidenen Umgebung auf. Sein senegalesischer Vater war Angestellter der Société Cherifienne de pétrole. Seine marokkanische Mutter zog neben ihm elf Geschwister auf. Obwohl selbst nicht musikalisch ausgebildet, war sie es, die ihren Sohn mit Musik in Berührung brachte, indem sie ihn regelmäßig zu Hochzeiten und Taufen mitnahm. Mit zwölf Jahren migrierte er mit seiner Familie nach Frankreich, wo er in Champigny-sur-Marne, einem der östlichen Vororte von Paris, aufwuchs. Ab dem Alter von 16 Jahren lernte er Schlagzeug; am Konservatorium der Stadt Fontenay-sous-Bois wurde er in Musiktheorie und klassischer Perkussion unterwiesen. Anfang der 1980er Jahre zog er nach Paris, wo er mit Lavelle und Viviane Reed auftrat und wo ihn Eddy Louiss entdeckte. Er spielte vier Jahre bei Multicolor Feeling. 1985 gründete er mit dem Pianisten Mario Canonge und Nguyên Lê die Fusionband Ultramarine.
1986 tourte Samba mit Jaco Pastorius durch Frankreich. Im Folgejahr holte ihn Antoine Hervé ins Orchestre National de Jazz, dem er bis 1989 angehörte; zudem begann die Zusammenarbeit mit Salif Keïta. Als Schlagzeuger begleitete er auf Dutzenden von Alben Keïta ebenso wie Youssou N’Dour, Carlos Santana, Alpha Blondy, Carlinhos Brown (1996), Michel Jonasz, Manu Dibango, Richard Bona und das Zawinul Syndicate.
Zudem legte Samba eigene Alben vor, zunächst Dounia (2006); ein zweites Album mit eigenen Werken folgte 2009. mélange ist ein zentraler Begriff für das kompositorische Schaffen von Mokhtar: „Er mischt und kombiniert die Sprache des Jazz mit (nord-)afrikanischen Elementen und versetzt damit dessen Grenzen.“ 2016 stellte er seine von Michael Mossman eigens für die WDR Big Band Köln arrangierten Kompositionen in Deutschland vor; an der resultierenden CD Musique D’Afrique waren auch afrikanische und französische Gäste wie der Keyboarder Jean-Philippe Rykiel beteiligt. Er ist auch auf Alben von Safy Boutella, Jean-Luc Ponty, Sally Nyolo, Hadrien Feraud und Habib Faye zu hören.

## Diskographische Hinweise
- Marc Steckar, Bernard Arcadio, Alain Lecointe, Mokhbar Samba Endless Staircase (Cream Records 1984)
- Lionel Benhamou, Jean-Jacques Avenel, Tony Rabeson, Zool Fleischer, Marc Bertaux, Mokhtar Samba, Andy Emler Fruits cuits fruits crus (Open 1989)
- Dounia (O+ Music 2005)
- Musique d'Afrique (Jazzline 2016)